# Шудья (присілок)
Шудья́ (рос. Шудья) — присілок в Зав'яловському районі Удмуртії, Росія.
Знаходиться на обох берегах середньої течії річки Сепич, правої притоки Іжа, обабіч автодороги Іжевськ-Нилга-Ува та окружної дороги навколо Іжевська.

## Населення
Населення — 307 осіб (2010; 259 в 2002).
Національний склад станом на 2002 рік:
- удмурти — 83 %

## Економіка
Більша частина жителів присілка працюють в місті Іжевську.
На північно-східній околиці присілка знаходиться гора Чекеріл, біля якої збудовано великий спортивний комплекс.

## Урбаноніми[3]
- вулиці — Берегова, Бурштинова, Георгіївська, Дачна, Джерельна, Заповідна, Зарічна, Кедрова, Кленова, Ключова, Курортна, Лазурна, Лимонна, Лучна, Мисливська, Нагірна, Оганесяна, Павловська, Паркова, Пасічна, Петровська, Підгірна, Праці, Райдужна, Розсвітна, Садова, Солов'їна, Соснова, Спортивна, Тіниста, Центральна

## Відомі особистості
В поселенні народився Йолкін Петро Васильович — удмуртський живописець.